# ジュリー・アラール＝デキュジス
ジュリー・アラール＝デキュジス（Julie Halard-Decugis, 1970年9月10日 - ）は、フランス・ヴェルサイユ出身の元女子プロテニス選手。2000年の全米オープン女子ダブルスで、日本の杉山愛とペアを組んで優勝した。右利き、バックハンド・ストロークは両手打ち。WTAツアーでシングルス12勝、ダブルス15勝を挙げた。1995年に結婚し、以降は既婚選手として自分の姓「アラール」（Halard）と夫の姓「デキュジス」（Decugis）を併用して活動した。

## 来歴
7歳からテニスを始め、1986年に16歳でプロ入り。1989年からアルノー・デキュジス（Arnaud Decugis）のコーチを受け始め、1995年9月22日に結婚した。夫のアルノー・デキュジスは、黎明期の全仏選手権（現在の全仏オープン）で活躍したマックス・デキュジス（1882年 - 1978年）の遠縁の子孫である。1991年にプエルトリコの大会でシングルス初優勝。1992年のウィンブルドン2回戦でアランチャ・サンチェス・ビカリオを破り、4回戦まで進出。1993年の全豪オープンと1994年の全仏オープンで4大大会のベスト8に入る。
1996年7月、女子国別対抗戦・フェドカップ準決勝でフランスとスペインが対戦した時、アランチャ・サンチェス・ビカリオと対戦中に右手首の靱帯断裂を起こした。この故障のため、1997年のシーズンは全く試合に出場できなかった。そのブランク期間中、美術のレッスンを受け、趣味の絵画の腕を磨いたという。1998年にシングルスとダブルスで2勝ずつを挙げ、ツアー復帰を果たした。
早くから日本が大好きで、同じ1970年9月生まれの伊達公子と親友になった。1996年に伊達が現役を引退した後、後輩の杉山とダブルス・パートナーを組み、最も息の合うダブルス・ペアとして活動した。日本の試合では、1994年の「ニチレイ・レディース」でダブルス優勝があり、最後の年となった2000年に「ジャパン・オープン」で単複優勝を飾っている。
現役最後のシーズンとなった2000年に、WTAツアーでシングルス2勝、ダブルス10勝を挙げた。そのうち6勝は杉山愛とのコンビによるもので、その中には全米オープン女子ダブルスも含まれる。2000年9月10日、アラール＝デキュジスと杉山のペアは全米オープンの女子ダブルス決勝でカーラ・ブラック（ジンバブエ）とエレーナ・リホフツェワ（ロシア）組を 6-0, 1-6, 6-1 で破って優勝した。日本人選手を含むペアが4大大会の女子ダブルス部門で優勝したのは、1975年ウィンブルドンで優勝した沢松和子とアン清村組以来25年ぶりであった。この日はアラール＝デキュジスの30歳の誕生日でもあった。
この後、日本の「トヨタ・プリンセス・カップ」（ニチレイ・レディースは1997年からこの名称に変更）と「ジャパン・オープン」でもダブルス優勝。ダブルス世界ランキング1位の位置で、現役を引退した。